# Sangria
Sangria (portugalsky) či sangría (španělsky) je aromatizovaný vinný alkoholický nápoj typický pro Pyrenejský poloostrov. Vyrábí se obvykle z červeného vína, ovocné drti, sladidla a malého množství brandy, směs se pak nechá v chladu odstát. Název je odvozen od termínu pro krev (španělsky sangre), kvůli sytě červené barvě sangrie. 
Pravidla schválená Evropským parlamentem v lednu 2014 umožňují pod obchodním označením Sangria/Sangría prodávat pouze nápoje vyrobené ve Španělsku nebo Portugalsku podle přesně daného receptu. Podmínkou je výroba z vína a aromatizace pomocí přírodních výtažků nebo esencí z citrusových plodů. Dále mohou nápoje obsahovat šťávu, dužninu nebo slupky z těchto plodů, koření a mohou být sycené oxidem uhličitým, ne však dobarvené. Množství alkoholu by se mělo pohybovat mezi 4,5 a 12 %. Výrobky z jiných zemí smějí být označeny jako Sangria/Sangría pouze k doplnění obchodního označení „aromatizovaný vinný nápoj“.
Varianta z bílého vína se nazývá Clarea, nápoj s obsahem brandy nebo vínovice pak Zurra (ta má mít podle norem obsah alkoholu mezi 9 a 14 %).